# Hypogastrura verruculata
Hypogastrura verruculata är en urinsektsart som beskrevs av Josef Rusek 1967. Hypogastrura verruculata ingår i släktet Hypogastrura och familjen Hypogastruridae. Inga underarter finns listade i Catalogue of Life.